# Circonscription d'El Kelâa des Sraghna
La circonscription d'El Kelaâ des Sraghna est la circonscription législative marocaine de la province d'El Kelaâ des Sraghna située en région Marrakech-Safi. Elle est représentée dans la Xe législature par Abderrazzak El Ouarzazi, Abderrahim Ouaamar, Ahmed Touimi et Belaid Aloullal.

## Historique des députations
| Législature | Début de mandat  | Fin de mandat    | Députés élus | Députés élus             | Députés élus | Députés élus              | Députés élus | Députés élus                | Députés élus | Députés élus                  |
| ----------- | ---------------- | ---------------- | ------------ | ------------------------ | ------------ | ------------------------- | ------------ | --------------------------- | ------------ | ----------------------------- |
| IXe         | 26 novembre 2011 | 7 octobre 2016   |              | Mokhtar Benfaida (RNI)   |              | Belaid Aloullal (PJD)     |              | Abdelali Mohamed Hili (PRE) |              | Abdelali Doumou (USFP)        |
| Xe          | 8 octobre 2016   | 8 septembre 2021 |              | Ahmed Touimi (PI)        |              | Belaid Aloullal (PJD)     |              | Abderrahim Ouaamar (PAM)    |              | Abderrazzak El Ouarzazi (PAM) |
| XIe         | 9 septembre 2021 | ?                |              | El Ayachi Al Ferfar (PI) |              | El Mokhtar Benfaida (RNI) |              | Abderrahim Ouaamar (PAM)    |              | Nourredine Ait El Haj (USFP)  |

## Historique des élections

### Découpage électoral d'octobre 2011

#### Élections de 2016
| Parti              | Parti                                               | Voix    | %      | Député(s) élus          |  |
| ------------------ | --------------------------------------------------- | ------- | ------ | ----------------------- |  |
|                    | Parti authenticité et modernité (PAM)               | 38 513  | 38,76  | Abderrazzak El Ouarzazi |  |
| Abderrahim Ouaamar | Parti authenticité et modernité (PAM)               | 38 513  | 38,76  |                         |  |
|                    | Parti de la justice et du développement (PJD)       | 12 433  | 12,51  | Belaid Aloullal         |  |
|                    | Parti de l'Istiqlal (PI)                            | 9 032   | 9,09   | Ahmed Touimi            |  |
|                    | Rassemblement national des indépendants (RNI)       | 8 391   | 8,45   |                         |  |
|                    | Mouvement populaire (MP)                            | 7 375   | 7,42   |                         |  |
|                    | Parti du progrès et du socialisme (PPS)             | 6 209   | 6,25   |                         |  |
|                    | Mouvement démocratique et social (MDS)              | 4 421   | 4,45   |                         |  |
|                    | Front des forces démocratiques (FFD)                | 3 742   | 3,77   |                         |  |
|                    | Union socialiste des forces populaires (USFP)       | 3 180   | 3,20   |                         |  |
|                    | Parti de la renaissance et de la vertu (PRV)        | 2 575   | 2,59   |                         |  |
|                    | Fédération de la gauche démocratique (FGD)          | 1355    | 1,36   |                         |  |
|                    | Union constitutionnelle (UC)                        | 1076    | 1,08   |                         |  |
|                    | Parti de la société démocratique (PSD)              | 592     | 0,60   |                         |  |
|                    | Parti de la renaissance (PAN)                       | 291     | 0,29   |                         |  |
|                    | Parti de la liberté et de la justice sociale (PLJS) | 173     | 0,17   |                         |  |
|                    |                                                     |         |        |                         |  |
| Inscrits           | Inscrits                                            | 225 968 | 100,00 |                         |  |
| Abstentions        | Abstentions                                         | 126 610 | 56,03  |                         |  |
| Exprimés           | Exprimés                                            | 99 358  | 43,97  |                         |  |

#### Élections de 2021
| Parti       | Parti                                         | Voix    | %      | Députés élus          |  |
| ----------- | --------------------------------------------- | ------- | ------ | --------------------- |  |
|             | Rassemblement national des indépendants (RNI) | 34 567  | 18,32  | El Mokhtar Benfaida   |  |
|             | Parti de l'Istiqlal (PI)                      | 24 279  | 12,87  | El Ayachi Al Ferfar   |  |
|             | Union socialiste des forces populaires (USFP) | 21 325  | 11,30  | Nourredine Ait El Haj |  |
|             | Parti authenticité et modernité (PAM)         | 20 607  | 10,92  | Abderrahim Ouaamar    |  |
|             | Union constitutionnelle (UC)                  | 17 597  | 9,33   |                       |  |
|             | Parti du progrès et du socialisme (PPS)       | 14 332  | 7,59   |                       |  |
|             | Mouvement démocratique et social (MDS)        | 10 680  | 5,66   |                       |  |
|             | Parti de la justice et du développement (PJD) | 4 909   | 2,60   |                       |  |
|             | Mouvement populaire (MP)                      | 1 527   | 0,81   |                       |  |
|             | Alliance de la fédération de gauche (AGD)     | 1 212   | 0,64   |                       |  |
|             | Parti socialiste unifié (PSU)                 | 567     | 0,74   |                       |  |
|             | Parti de l'Espoir (PE)                        | 364     | 0,48   |                       |  |
|             | Parti marocain libéral (PML)                  | 326     | 0,43   |                       |  |
|             | Parti vert marocain (PVM)                     | 313     | 0,41   |                       |  |
|             | Parti des Néo-Démocrates (PND)                | 281     | 0,37   |                       |  |
|             | Parti du centre social (PCS)                  | 133     | 0,17   |                       |  |
|             |                                               |         |        |                       |  |
| Inscrits    | Inscrits                                      | 240 747 | 100,00 |                       |  |
| Abstentions | Abstentions                                   | 87 728  | 36,44  |                       |  |
| Exprimés    | Exprimés                                      | 153 019 | 63,56  |                       |  |